# Haase (företag)
Haase är en italiensk gokartchassi-fabrikör. De gör bland annat bilar för gokartklasserna Formel Micro, Formel Mini, Intercontinental C och Intercontinental A. RaceKart är svensk distributör.